# 賈蘭尼·西迪
賈蘭尼·西迪（1963年11月10日—），暱稱阿蘭（Alan），馬來西亞前男子羽毛球運動員。
賈蘭尼·西迪出生於雪蘭莪州瓜拉冷岳縣的万津，為著名羽毛球家族「西迪五兄弟」之一。他主要與哥哥拉昔夫搭配雙打。兩人曾經獲得許多國內及國際比賽冠軍，在1982年全英公開賽決賽中，他們擊敗蘇格蘭的組合比利·吉里蘭德與丹·崔佛斯而贏得冠軍，成為當時有史以來最年青的冠軍得主。他和拉昔夫在1992年获得1992年夏季奥林匹克运动会男雙铜牌，这是马来西亚从1956年开始参加奥运会以来的第一枚奖牌。
從球場退休之後，他開設一家名為努沙馬蘇里的羽毛球俱樂部，專門培育有潛力的新人。他也負責調教哈辛兄弟－羅斯林與哈菲茲，使他們成為馬來西亞國家隊的好手。

## 主要成績

### 搭檔拉昔夫
- 全英公開賽冠軍 1982
- 加拿大公開賽冠軍 1983, 1984, 1991
- 泰國公開賽亞軍 1984
- 馬來西亞公開賽冠軍 1985, 1987
- 世界大獎賽冠軍 1986, 1988, 1989, 1991
- 日本公開賽冠軍 1986
- 台北名人賽冠軍 1986, 1989, 1991
- 全英公開賽亞軍 1986, 1988
- 馬來西亞公開賽亞軍 1991
- 印尼公開賽冠軍 1988, 1990
- 中國公開賽冠軍 1989
- 香港公開賽冠軍 1989
- 湯姆斯盃亞軍 1988, 1990 （男子團體賽）
- 東南亞運動會冠軍 1989, 1991 （男子團體賽）
- 大英國協運動會冠軍 1990
- 德國公開賽 1990
- 世界盃冠軍 1990, 1991
- 美國公開賽冠軍 1991
- 亞洲羽毛球錦標賽冠軍 1990, 1991, 1992
- 湯姆斯盃冠軍 1992 (men team event)
- 1992年奧運會銅牌

## 榮譽
- 马来西亚
  -  護國有功勳章 (A.M.N.) (1983)[1]
  -  皇家效忠勳章 (B.S.D.) (1988)[2]
  -  護國丞官勳章 (K.M.N.) (1992)[3]